# خليفة مجيدي
قالب:غير مراجع

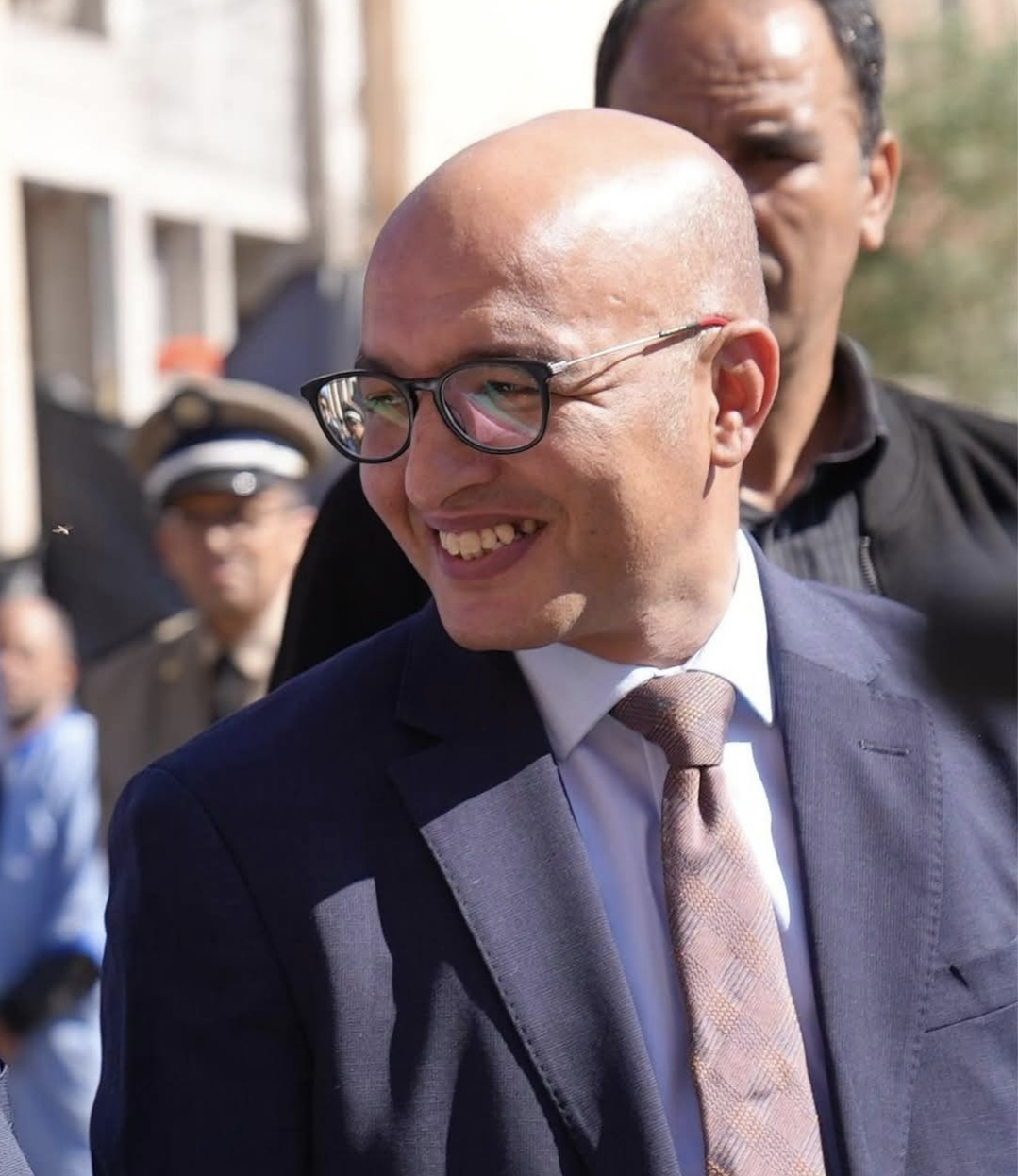

خليفة مجيدي (مواليد 1981 في أبي الجعد) هو سياسي مغربي يشغل منصب رئيس المجلس الجماعي لأبي الجعد منذ عام 2015، وأُعيد انتخابه لولاية جديدة في عام 2021 بعد حصوله على دعم أغلبية أعضاء المجلس. كما يشغل منصب نائب برلماني عن إقليم خريبكة ضمن فريق حزب الأصالة والمعاصرة بـ مجلس النواب (المغرب).

## النشأة والتعليم
وُلد خليفة مجيدي في عام 1981 بمدينة أبي الجعد، التابعة إقليم خريبكة. تلقى تعليمه الثانوي بثانوية الفارابي حيث حصل على شهادة البكالوريا، ثم انتقل إلى ألمانيا لمتابعة دراسته في مجال المقاولة والعقار.

## رئاسة المجلس الجماعي لأبي الجعد
انتُخب رئيسًا للمجلس الجماعي لأبي الجعد لأول مرة عام 2015، حيث ترشح باسم حزب التجمع الوطني للأحرار (المغرب). وفي الانتخابات التشريعية المغربية 2021، أعيد انتخابه ضمن تحالف ضم حزب الأصالة والمعاصرة، الذي ينتمي إليه حالياً، بالإضافة إلى أحزاب أخرى، حيث حصل على دعم 17 عضوًا من أصل 30.

## العمل البرلماني
يشغل مجيدي منصب نائب برلماني عن إقليم خريبكة ضمن فريق الأصالة والمعاصرة في مجلس النواب (المغرب)، حيث يشارك في مناقشة مشاريع القوانين وطرح الأسئلة الكتابية والشفوية المرتبطة بقضايا محلية ووطنية.

## المواقف والمبادرات
اشتهر خليفة مجيدي بمتابعته لملفات البنية التحتية على مستوى الإقليم، حيث وجه مراسلات ومداخلات للمطالبة بتوسيع الطريق الوطنية رقم 11 الرابطة بين خريبكة و الفقيه بن صالح كما طرح أسئلة حول تنمية المجال الحضري ودعم الأنشطة الاقتصادية والاجتماعية في منطقته. إضافة إلى ذلك، لعب دورًا بارزًا في دعم صعود فريق الاتحاد الرياضي البجعدي، من خلال توفير الدعم المالي والمعنوي وتحسين البنية التحتية الرياضية، مما ساهم في تعزيز حضور الفريق في المنافسات المحلية والوطنية..

## نواب سابقون من إقليم خريبكة
إلى جانب خليفة مجيدي، الذين يشغلون حاليا عضوية البرلمان، عرف إقليم خريبكة عدة نواب سابقين بارزين مثل من ابناء مدينة أبي الجعد حبيب المالكي ولحسن حداد، الذين مثلوا الإقليم في دورات سابقة مجلس النواب (المغرب)